# Jenbach
Jenbach – gmina targowa w Austrii, w kraju związkowym Tyrol, w powiecie Schwaz. Leży nad rzeką Inn. Liczba mieszkańców 1 stycznia 2015 roku wynosiła 6955.